# Nessaea lesoudieri
Nessaea lesoudieri är en fjärilsart som beskrevs av Le Moult 1933. Nessaea lesoudieri ingår i släktet Nessaea och familjen praktfjärilar. Inga underarter finns listade i Catalogue of Life.